# Форма Киллинга
Форма Киллинга — симметричная билинейная форма на алгебре Ли определённого типа. 

## История
Форма Киллинга была введена  Картаном в его диссертации. 
Название «форма Киллинга» впервые ввёл Борель в 1951 году в честь Вильгельма Киллинга. 
В 2001 году он заявил, что не помнит, почему он выбрал именно это название и утверждает, что было бы более правильным называть её «формой Картана».

## Определение
Рассмотрим алгебру Ли {\displaystyle {\mathfrak {g}}} над полем {\displaystyle K}.
Каждый элемент {\displaystyle x} из {\displaystyle {\mathfrak {g}}} определяет эндоморфизм {\displaystyle \mathrm {ad} _{x}\colon {\mathfrak {g}}\to {\mathfrak {g}}}
{\displaystyle \mathrm {ad} _{x}\colon z\mapsto [x,z],}
где {\displaystyle [{*},{*}]} — скобка Ли.
Предположим, что {\displaystyle {\mathfrak {g}}} имеет конечную размерность. 
Тогда след композиции таких эндоморфизмов определяет симметричную билинейную форму
{\displaystyle B(x,y)=\mathrm {trace} (\mathrm {ad} _{x}\circ \mathrm {ad} _{y})}
со значениями в {\displaystyle K}. 
Эта форма {\displaystyle B} и называется формой Киллинга на {\displaystyle {\mathfrak {g}}}.

## Свойства
- Форма Киллинга является билинейной и симметричной.
- Форма Киллинга является инвариантной формой, то есть
{\displaystyle B([x,y],z)=B(x,[y,z]),}

где {\displaystyle [{*},{*}]} — скобка Ли.
- Если {\displaystyle {\mathfrak {g}}} является простой алгеброй Ли, то любая инвариантная симметричная билинейная форма на {\displaystyle {\mathfrak {g}}} пропорциональна форме Киллинга.
- Форма Киллинга также инвариантна относительно автоморфизмов алгебры Ли, то есть
{\displaystyle B(s(x),s(y))=B(x,y)}

где {\displaystyle s\in Aut({\mathfrak {g}})}.
- В частности, левоинвариантное поле форм на соответствующей группе Ли, совпадающее с {\displaystyle B} в единице, является также правоинвариантным, и значит биинвариантным.

- Критерий Картана гласит, что алгебра Ли полупроста тогда и только тогда, когда форма Киллинга является невырожденной.
- Форма Киллинга нильпотентной алгебры является тождественным нулем.
- Если {\displaystyle I} и {\displaystyle J} — два идеала в алгебре Ли {\displaystyle {\mathfrak {g}}} с нулевым пересечением, тогда {\displaystyle I} и {\displaystyle J}  образуют ортогональные подпространства по отношению к форме Киллинга.
- Ортогональное дополнение относительно идеала по отношению к форме Киллинга также является идеалом.
- Если алгебра Ли является прямой суммой своих идеалов, то её форма Киллинга является прямой суммой форм Киллинга на отдельных слагаемых.[3]